# Gewandmeister
Gewandmeister sind beim Film, an Theater oder Oper für die Umsetzung der Kostümentwürfe verantwortlich.

## Tätigkeit
Bei entsprechender Größe der Betriebsstätte gibt es eine Unterscheidung zwischen Damengewandmeistern und Herrengewandmeistern. Sie haben das Schneiderhandwerk erlernt und übernehmen leitende Aufgaben in der Schneiderei. Sie beraten Kostümbildner und setzen dann interpretierend die Kostümentwürfe stilgerecht in Kostüme um. Der Gewandmeister macht dem Kostümbildner Vorschläge zu Material, Schnitt und Verarbeitung und setzt den Entwurf dann mittels Schnitttechnik unterstützt von Schneidern um. Außerdem wirken Gewandmeister bei der Abnahme der Kostüme auf der Bühne mit.

## Ausbildung
Die Ausbildung umfasst außer der Schnittkonstruktion und Ausstattungsplanung auch Kunst- und Kostümgeschichte. Neben der Instandhaltung, Reinigung und fachgerechten Lagerung der Kostüme kümmern sie sich um das Ankleiden der Darsteller. In Deutschland ist die Ausbildung eine berufliche Weiterbildung an Fachschulen. Sie dauert zwischen 2 und 4 Jahren. Voraussetzung ist eine abgeschlossene Ausbildung zum Schneider, Maß- oder Modeschneider und anschließend zwei Jahre Praxis in einer Theater- oder Kostümwerkstatt. Dazu gibt zwei Ausbildungsstellen: in Hamburg an der Anna-Siemsen-Schule und in Dresden an der Hochschule für Bildende Künste.
In der Schweiz gibt es dazu keine schulischen Ausbildungsmöglichkeiten, sondern der Beruf wird als Training on the job gelernt.